# ORJUNA
Organizacja Jugosłowiańskich Nacjonalistów, skr. ORJUNA (serb.-chorw. Organizacija jugoslavenskih nacionalista / Организација Југославенских Националиста) – jugosłowiańska radykalna organizacja nacjonalistyczna utworzona w Splicie, z inicjatywy Svetozara Pribićevicia.

## Historia
Organizacja została założona 23 marca 1921 w Splicie, z inicjatywy Svetozara Pribicevicia, przywódcy Partii Demokratycznej. Tworzyła ją początkowo grupa studentów i młodych serbskich prawników ze Splitu. Organizacja początkowo przyjęła nazwę Jugosłowiańska Postępowa Młodzież Nacjonalistyczna (Jugoslavenska Napredna Nacionalistička Omladina), nazwę ORJUNA pojawiła się w maju 1922. Organizacja miała za zadanie chronić państwo jugosłowiańskie przed zagrożeniami ze strony środowisk separatystycznych i komunistycznych. Jej pierwszym przewodniczącym został wybrany Marko Nani, a pierwszym wystąpieniem publicznym organizowanie demonstracji skierowanych przeciwko komunistom po zamachu na ministra spraw wewnętrznych Milorada Draškovicia. W Zagrzebiu grupa działaczy ORJUNY zniszczyła redakcje czasopism, które atakowały rząd Królestwa SHS, przypisując mu współodpowiedzialność za zamach na Draškovicia.

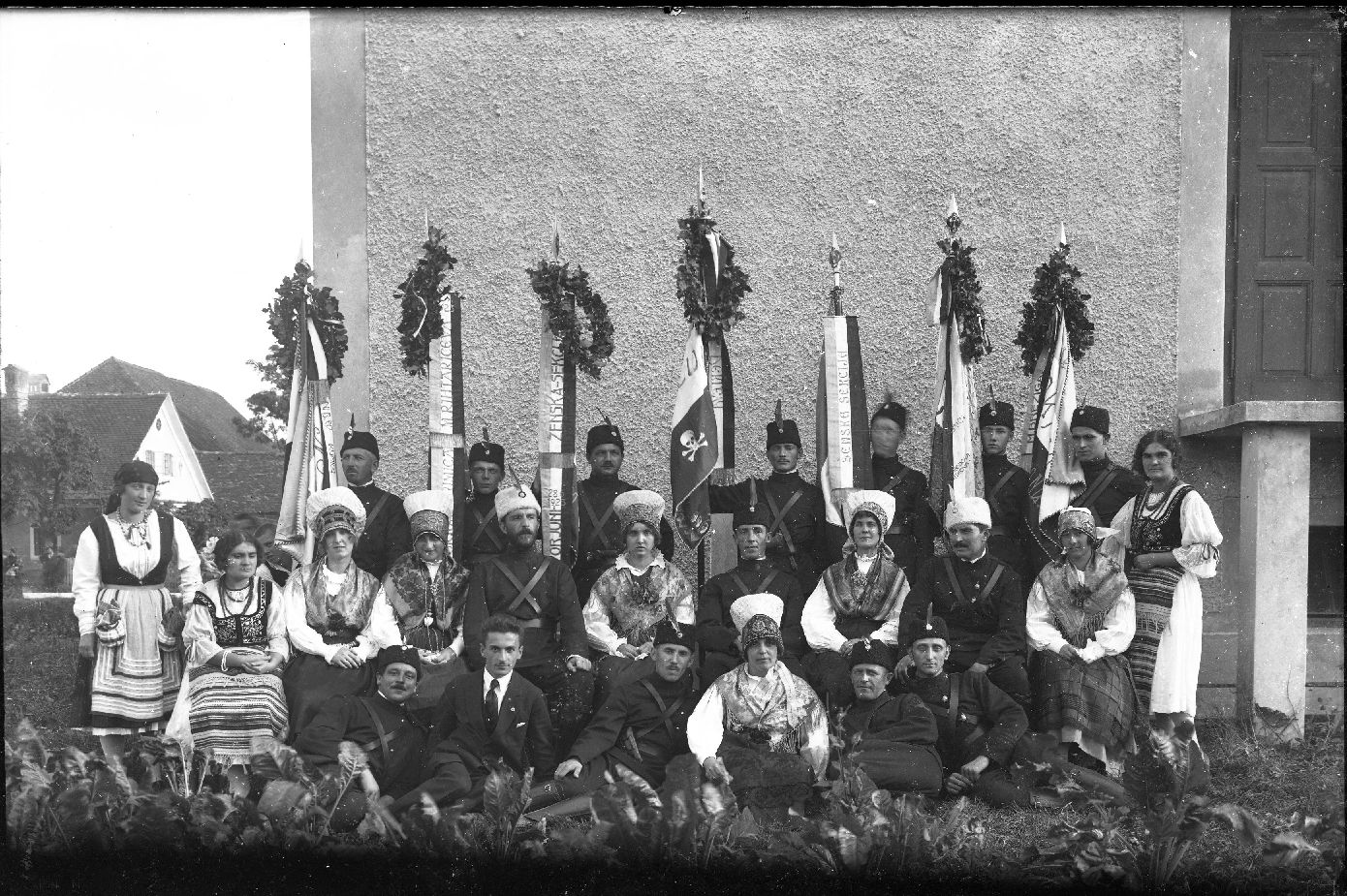
Grupa działaczy ORJUNY – tzw. orjunaši

Największą aktywność organizacja przejawiała w Słowenii, Chorwacji i w Wojwodinie. W szczytowym okresie rozwoju jej liczebność przekraczała 10 tysięcy członków. Jej działacze prowokowali incydenty na granicach z Austrią i Włochami, a także organizowali demonstracje uliczne i strajki w fabrykach, będących własnością cudzoziemców. W ramach ORJUNY działała organizacja młodzieżowa Młoda Jugosławia (Mladi Jugoslavije), a także organizacja paramilitarna Akcija Odjeljak. Ta ostatnia była odpowiedzialna za serię ataków na działaczy komunistycznych i polityków chorwackich. Organizacja wydawała także własne czasopismo „ORJUNA. Nacionalistični organ”. Jako ugrupowanie ORJUNA nie startowała w wyborach, ograniczając się do wspierania polityków działających na rzecz jedności państwa jugosłowiańskiego. Po przejęciu przez króla Aleksandra rządów osobistych i wprowadzeniu dyktatury, 8 marca 1929 ORJUNA została rozwiązana, podobnie jak inne partie i organizacje społeczne.

## Doktryna
Głównymi ideologami ORJUNY stali się Ljubo Leontić i Niko Bartulović, którzy działalność polityczną rozpoczęli przed I wojną światową. Organizacja nawiązywała do tradycji ruchu czetnickiego, a jej prominentnymi działaczami stali się znani ze swojej działalności w ruchu czetnickim Kosta Pečanac i Ilija Birčanin. Podstawowym komponentem programu ideologicznego był jugosłowiański nacjonalizm, ale widoczny był także wpływ włoskiego faszyzmu z jego apoteozą przemocy i kultem wodza (Vođa).